# Aase Ziegler
Aase Ziegler (født 28. maj 1906 i Sorø, død 10. marts 1975) var en dansk skuespiller og sanger.
Ziegler studerede ved Det Kongelige Teaters elevskole og ved Operaskolen. Efter studierne arbejdede hun som revy- og visesangerinde. I 1954 blev hun ansat Danmarks Radio som producent af tv.
Hun oversatte også den norske børnebogsserie Lillebror og Knerten, der oprindeligt blev skrevet af Anne-Catharina Vestly.
Hun var søster til skuespilleren Lulu Ziegler.

## Filmografi
- 1933 - Tango
- 1954 - Himlen er blaa